# ナターリヤ・モロゾワ
ナターリヤ・モローゾワ（ロシア語: Наталья Морозова、1973年1月28日 - ）は、ロシアの元女子バレーボール選手。元ロシア代表。

## 来歴
1992年のバルセロナオリンピック、2000年のシドニーオリンピックで銀メダルを獲得した。Vリーグの東洋紡でプレイした経験があり、第2回（1995-96）、第3回（1996-97）Vリーグではブロック賞を受賞した。

## 球歴
- 1992年 - バルセロナ五輪（2位）
- 1993年 - 欧州選手権（1位）
- 1994年 - 世界選手権（3位）
- 1995年 - 欧州選手権（3位）
- 1997年 - 欧州選手権（1位）
- 1998年 - 世界選手権（3位）
- 1999年 - 欧州選手権（1位）
- 2000年 - シドニー五輪（2位）
- 2001年 - 欧州選手権（1位）

## 所属クラブ
- 東洋紡オーキス（1995-1997年）
- Johnson Matthey Rubiera（1998-1999年）
- ウラロチカ・エカテリンブルク（1999-2002年）
- Aeroflot-Malahite（2002-2003年）
- ウラロチカ・エカテリンブルク（2003-2004年）
- フェネルバフチェ（2005-2006年）
- DYO Karşıyaka（2006-2007年）
- Universitet-Belogorye（2007-2008年）
- Fakel Novıy Urengoy（2008-2009年）